# 崮云湖街道
崮云湖街道，是中华人民共和国山東省济南市长清区下辖的一个乡镇级行政单位。

## 行政区划
崮云湖街道下辖以下地区：
丹凤社区、双龙山社区、常春藤北区社区、常春藤南区社区、欣源社区、周庄社区、王府庄社区、大梁社区、小梁社区、段庄社区、石围子王社区、北孙社区、张庄社区、魏庄社区、东辛社区、三庆青年城社区、西辛社区、耕读世家社区、乐天创科社区、原香溪谷社区、润和山居社区、紫薇阁社区、园博园社区、康桥圣菲社区、后大彦社区、前大彦社区、长清湖第一社区、长清湖第二社区、长清湖第三社区、大崮山村、小崮山村、坡庄村、六里庄村、东孙庄村、大刘庄村、凤凰庄村、皇姑井村、开山村、炒米店村、小刘庄村、钟庄村、土山村、范庄村、池子西村和池子东村。